# U19ラグビー日本代表
U19ラグビー日本代表（アンダーナインティーン（じゅうきゅう）ラグビーにほんだいひょう）は、日本ラグビーフットボール協会（JRFU）によって編成される19歳以下のナショナルチームである。

## 沿革
U19日本代表は、1998年開催の第30回「U19世界選手権（ジュニア世界選手権）」（フランスで開催）への出場が初めて。
U19日本代表のほか、高校日本代表も、U19大会への出場や、海外のU19チームと対戦する際に、結成・出場していた。
2008年に、それまでのジュニア世代U19・U21の世界大会が、U20に統合された。現在、ワールドラグビーU20チャンピオンシップ（1部）とワールドラグビーU20トロフィー（2部）に分かれ、それぞれ対戦している。
U20トロフィーへの出場をかけたアジア予選として、その前年に「アジアラグビーU19チャンピオンシップ」が行われるようになった。

### 2013年以降、U19が不要に
2013年8月に「U19アジア選手権」（台湾で開催）にU19日本代表が出場して以降は、日本はU20チャンピオンシップ（1部大会）またはU20トロフィー（2部大会）での出場権を持ち続け、U19アジア予選出場が不要となり、U19日本代表が結成されることは無くなった。以降、U20日本代表の出場機会が増えていった。（「U20ラグビー日本代表」も参照。）

### 11年ぶりの結成
U20日本代表は、2024年U20トロフィー（2部大会）で3位に低迷。
これにより、あらためて翌年の2025年U20トロフィーへの出場権をかけて、予選大会「2024年アジアラグビーU19チャンピオンシップ」での勝利が必要となった。そのため、2024年12月にU19日本代表が11年ぶりに結成された。2024年アジアラグビーU19チャンピオンシップには、U19日本のほか、U19韓国、U19香港（ホンコン・チャイナ）、U19台湾（チャイニーズ・タイペイ）の4チームが出場する。
U19日本は2試合とも勝利し、予選大会「2024年アジアラグビーU19チャンピオンシップ」で優勝した。

## 代表メンバー

### 2024年12月台湾遠征メンバー
2024年アジアラグビーU19チャンピオンシップ（台湾・台北市で開催）に出場する。
- 1回戦：2024年12月18日17:00（日本時間）U19チャイニーズ・タイペイ代表戦、100-5（前半50-0）で勝利[9][10]。
- 決勝戦：2024年12月22日17:00（日本時間）U19ホンコン・チャイナ代表戦

年齢は、資料性を考慮し「2024年12月22日現在」に固定した。出典：
| Pos   | 氏名                       | 所属                       | 12/18 チャイニーズ・タイペイ戦 背番号 | 12/22 決勝戦 ホンコン・チャイナ戦 背番号 | 身長 | 体重 | 生年月日 (年齢)        | 備考 |
| ----- | -------------------------- | -------------------------- | ------------------------------------- | ---------------------------------------- | ---- | ---- | ---------------------- | ---- |
| PR    | 高橋凛乃介                 | 立命館大学                 | １                                    | 1                                        | 167  | 95   | 2005年12月21日（19歳） |      |
| PR/HO | 田中ダウリンジョウナス     | トヨタヴェルブリッツ       |                                       |                                          | 176  | 100  | 2005年12月29日（18歳） |      |
| HO    | 田中京也                   | 立命館大学                 | 2                                     | 2                                        | 175  | 100  | 2005年9月14日（19歳）  |      |
| HO    | サミュエル ハルト ロフタス | ノッティンガム大学         | 16                                    | 16                                       | 180  | 105  | 2005年4月22日（19歳）  |      |
| HO    | 花澤祐太                   | 法政大学                   | 17                                    | 17                                       | 175  | 105  | 2005年10月13日（19歳） |      |
| PR    | 本山佳龍                   | 長崎南山高等学校           | 3                                     | 3                                        | 187  | 118  | 2006年12月26日（17歳） |      |
| PR    | 冨永凱士                   | 流通経済大学               | 18                                    | 18                                       | 178  | 110  | 2005年7月14日（19歳）  |      |
| LO    | 園田虎之介                 | 流通経済大学               | 5                                     | 5                                        | 186  | 103  | 2005年3月6日（19歳）   |      |
| LO    | 中山英琥                   | 立教大学                   | 19                                    | 19                                       | 178  | 92   | 2005年5月20日（19歳）  |      |
| LO    | 加賀谷太惟                 | 東海大学付属相模高等学校   | 4                                     | 4                                        | 188  | 99   | 2006年10月5日（18歳）  |      |
| FL    | 染谷昌宏                   | 成城学園高等学校           | 20                                    | 20                                       | 180  | 103  | 2006年9月24日（18歳）  |      |
| FL    | 佐藤椋介                   | 流通経済大学               | 6                                     | 6                                        | 177  | 93   | 2006年1月28日（18歳）  |      |
| FL    | 大沢空                     | 法政大学                   | 7                                     | 7                                        | 172  | 90   | 2005年8月28日（19歳）  |      |
| FL    | 中谷陸人                   | 同志社大学                 | 8                                     | 8                                        | 180  | 102  | 2005年4月15日（19歳）  |      |
| SH    | 高島來亜                   | 豊田自動織機シャトルズ愛知 | 11                                    | 11                                       | 184  | 77   | 2005年3月23日（19歳）  |      |
| SH    | 利守晴                     | 青山学院大学               | 21                                    | 21                                       | 170  | 67   | 2005年5月21日（19歳）  |      |
| SH    | 三田村喜斗                 | 帝京大学                   | 9                                     | 9                                        | 170  | 72   | 2005年5月27日（19歳）  |      |
| SO    | 小林祐貴                   | 慶應義塾高等高校           | 10                                    | 10                                       | 168  | 74   | 2007年2月19日（17歳）  |      |
| CTB   | 神拓実                     | 京都産業大学               | 12                                    | 12                                       | 178  | 80   | 2005年6月26日（19歳）  |      |
| CTB   | 渡辺圭祐                   | 法政大学                   | 22                                    |                                          | 181  | 90   | 2006年3月28日（18歳）  |      |
| CTB   | 山口滉太郎                 | 早稲田実業学校高等部       |                                       | 22                                       | 181  | 82   | 2006年6月19日（18歳）  |      |
| CTB   | 安西良太郎                 | 慶應義塾高等高校           | 13                                    | 13                                       | 179  | 84   | 2006年5月16日（18歳）  |      |
| WTB   | 吉田晃己                   | 中央大学                   |                                       | 15                                       | 168  | 74   | 2005年5月18日（19歳）  |      |
| FB    | 隅田誠太郎                 | 同志社大学                 | 14                                    |                                          | 172  | 75   | 2005年7月8日（19歳）   |      |
| FB    | 渡邉大樹                   | 立正大学                   | 23                                    | 23                                       | 182  | 87   | 2005年9月11日（19歳）  |      |
| FB    | 大畑咲太                   | 立教大学                   | 15                                    | 14                                       | 178  | 81   | 2005年3月30日（19歳）  |      |

### 2024年12月台湾遠征スタッフ
2024年12月16日現在。出典：
| 役職                                        | 氏名       | 所属                         | 備考 |
| ------------------------------------------- | ---------- | ---------------------------- | ---- |
| ヘッドコーチ                                | 大久保直弥 | 日本ラグビーフットボール協会 |      |
| アシスタントコーチ                          | 三村勇飛丸 | サンヴィレッジ               |      |
| アシスタントコーチ                          | 永山淳     | ESC Academy                  |      |
| ストレングス＆コンディショニング(S&C)コーチ | 太田千尋   | 日本ラグビーフットボール協会 |      |
| ドクター                                    | 永山正隆   | 多摩南部地域病院             |      |
| ヘッドアスレチックトレーナー                | 平田史哉   | 慶晃会                       |      |
| アスレチックトレーナー                      | 櫛田慎一   | 日本ラグビーフットボール協会 |      |
| チームマネージャー                          | 林優子     | 日本ラグビーフットボール協会 |      |

## 戦績

### 2024年

#### 1回戦
| 2024年12月18日(水) 16:00 TST (UTC+8) | U19チャイニーズ・タイペイ | 5-100 | U19日本 | 台北陸上競技場, 台湾, 台北市 |
| 2024年12月18日(水) 16:00 TST (UTC+8) | レポート1レポート2        |       |         | 台北陸上競技場, 台湾, 台北市 |

#### 決勝戦
| 2024年12月22日(日) 16:00 TST (UTC+8) | U19ホンコン・チャイナ | 3-64 | U19日本 | 台北陸上競技場, 台湾, 台北市 |
| 2024年12月22日(日) 16:00 TST (UTC+8) | レポート              |      |         | 台北陸上競技場, 台湾, 台北市 |

## 中継
- 2024年大会は、アジアラグビーのYouTubeチャンネル「AsiaRugbyLive」で、ライブまたは録画で試合中継が配信される[12]。